# Rock Monster
Rock Monster is een horrorfilm uit 2008 van het Amerikaanse Sci Fi Channel in een regie van Declan O'Brien. De film werd grotendeels opgenomen nabij Sofia in Bulgarije.

## Verhaal
De Amerikaanse student Jason heeft van de burgemeester uit een niet nader genoemd Oost-Europees land een brief ontvangen met het bericht dat een verre tante is gestorven en dat Jason haar huisje erft. Samen met zijn beste vriendin Toni reizen ze naar het stadje waarin dat huisje zich bevindt. Onderweg sluiten twee andere Britse studenten aan, tot groot ongenoegen van Jason en Toni.
Vanuit de luchthaven nemen ze de lijnbus, maar op enkele kilometers van hun bestemming heeft deze pech. Aangezien de chauffeur niet weet of hij de bus kan herstellen en de volgende bus pas eerstdaags langskomt, beslist het groepje om de oude bosweg te nemen die zich even verderop bevindt.
In het bos vinden ze een rots met daarin een zwaard. Beurtelings trachten ze het zwaard uit de steen te halen, een opdracht waarin Jason slaagt. Jason beslist om het zwaard als trofee mee te nemen. Het dorpje blijkt niet al te gastvriendelijk te zijn. De inwoners negeren het reisgezelschap en in de lokale herberg wil men hen niet bedienen, totdat dienster Cassandra ten tonele verschijnt
Wanneer Jason zijn zwaard neemt, wordt het plots stil in de herberg. Dimitar, een van de klanten, zegt dat de inwoners schrik hebben van een oude legende. Ooit zou er in de omringende bossen een machtige, gevreesde en ongenadigde magiër hebben gewoond. Op een dag werd de tovenaar neergestoken met een miraculeus zwaard. De tovenaar zwoer tijdens zijn laatste levensminuten om terug te komen wanneer het zwaard werd verwijderd.
Het viertal en Dimitar beslissen om het zwaard terug te steken in de rots zodat de inwoners terug gerust zijn. Tijdens hun tocht verstuikt een van de Britse studenten zijn voet. Hij blijft achter terwijl de anderen op zoek gaan naar de rots. Deze kan niet meer gevonden worden. Volgens Dimitar is de uitleg eenvoudig: het bos lijkt overal hetzelfde. Hij stelt daarom voor dat ze de achtergebleven student ophalen om vervolgens naar het geërfde huisje te gaan.
Tijdens hun terugtocht wordt de achtergebleven student plots vastgenomen door een rotsformatie dewelke hem opeet. Hierdoor blijft enkel zijn lamp achter. De anderen vinden de lamp, maar vinden nergens verdere sporen. Daarom veronderstelt Dimitar dat hij terug naar de herberg is. Zoals eerder afgesproken, brengt Dimitar de anderen naar het huisje en vertrekt daarop.
De volgende dag vindt Toni een schilderij met daarop een voorvader van Jason. Deze voorvader blijkt de man te zijn die de magiër heeft neergestoken met het zwaard. Niet veel later arriveert Cassandra met de melding dat de vierde student niet is teruggekeerd naar de herberg. Jason toont Cassandra de brief van de burgemeester. Cassandra blijkt zijn dochter te zijn en het handschrift van de brief komt niet overeen met dat van haar vader. Omdat er een vermiste is, beslist men om in het stadje de ambassade op de hoogte te brengen. Echter werken te telefoons niet meer omwille van koperdieven. Ook GSM-verkeer is er niet mogelijk. Een van de inwoners is bereid om de studenten naar de grootstad te brengen met de auto. Cassandra gaat met hen mee. Enkele kilometers verder komen ze een puinhoop van auto's en lijken tegen. Plots verschijnt er vanuit de bossen een enorm stenen monster. Het zet de achtervolging in op de auto van de studenten. Het monster gooit een rots tegen de achterbumper van de auto waardoor deze van de weg rijdt en tegen een boom knalt. De chauffeur overleeft de klap niet.
Jason, Cassandra, Toni en de andere student vluchten terug naar het dorp en lichten de burgemeester in. Hij brengt op zijn beurt een ex-kolonel op de hoogte die zich destijds, omwille van alcoholisme, in het stadje heeft gevestigd. De kolonel rekruteert de bevolking om het monster te bestrijden. De Britse student ziet dit niet zitten en verlaat het dorpje. Terwijl hij uitrust aan een rotsformatie, komt hieruit plots het monster. Het monster eet de student op en zet vervolgens de aanval in op het dorpje.
Al snel blijkt dat het monster moeilijk te verslaan is. Daarop beslist Jason om in de aanval te gaan met zijn zwaard. Met succes doorboort hij de voet van het monster waardoor dit in duizenden stukjes uiteenvalt. 's Avonds viert het dorp feest omdat het monster verslagen is. Een dronken Jason en Cassandra verklaren elkaar de liefde. Ook Cassandra en een lokale boerenjongen worden verliefd op elkaar.
's Nachts sluipt Dimitar het huisje binnen waar hij Jason met het zwaard tracht te vermoorden. Jason wordt net op dat ogenblik wakker. Toni kan Dimitar uitschakelen door met een voorwerp op zijn hoofd te slaan. Dimitar wordt omwille van moordpoging opgesloten in de lokale gevangenis. Wanneer Jason hem een bezoek brengt, zegt Dimitar dat het monster niet verslagen is. Dit kan enkel wanneer het zwaard een speciale edelsteen bevat. Enkele uren later verschijnt het rotsmonster opnieuw. Het bevrijdt Dimitar uit de gevangenis en neemt hem mee. Tijdens dit incident komt de burgemeester om het leven. Hierdoor komt de locoburgemeester aan de macht, die al snel corrupt blijkt te zijn en samenspant met Dimitar. De nieuwe burgemeester ontvoert Cassandra en brengt haar bij Dimitar en het monster op een afgesproken plek in het bos. Daarop zegt de nieuwe burgemeester tegen Jason dat Dimitar Cassandra heeft ontvoerd.
De bevolking gaat op zoek naar Cassandra en vindt haar. Plots verschijnt het monster. Toni tracht dit te vernietigen met een bazooka. Het schot mist en raakt een rots. Jason raakt bedolven onder de rotsblokken en er wordt aangenomen dat hij dood is. Het monster vlucht weg. Enkele uren later vinden Dimitar en het monster een levende Jason onder het puin. Ze nemen hem mee naar de geheime grot van Dimitar.
Dimitar onthult dat hij de toverspreuken van de magiër had gevonden waardoor hij macht kreeg over hem. Het enige probleem was dat de ziel van de magiër in een rots zat en dat deze enkel kon bevrijd worden door het zwaard te verwijderen. Daarom ging Dimitar op zoek naar erfgenamen en vond zo Jason. Daarop schreef hij hem een brief. Hij kocht de buschauffeur om zodat deze ter hoogte van het bospaadje een autopanne had. Nu de magiër vrij is, in de vorm van een rotsmonster, wil Dimitar een volgende formule uitproberen. Daardoor zullen hij en het rotsmonster muteren. Dimitar zal onsterfelijk worden en beschikken over zulke macht dat hij de wereld zal regeren. De spreuk dient opgezegd te worden tijdens zonsopgang wanneer het zwaard met de speciale edelsteen in het zonlicht wordt gehouden.
Dimitar start zijn mutatie met het monster en verliest tijdens de transformatie zijn zwaard. Jason raapt dit op en doorboort Dimitar. Vervolgens plant hij het zwaard in de bodem waarop een grote krater ontstaat. Ten slotte gooit hij het zwaard in de buik van Dimitar waardoor deze in de krater valt. Daarop sluit de krater.
Enige tijd later beslist Jason om terug te keren naar Amerika om zijn studies af te maken. Cassandra gaat met hem mee. Toni blijft met haar nieuwe vriend achter.
In de eindscene zoemt de camera in op de grond. De grondtegels verschuiven plots. Daarop start de aftiteling.

## Cast
| Acteur               | Personage   |
| -------------------- | ----------- |
| Chad Collins         | Jason       |
| Natalie Denise Sperl | Cassandra   |
| Alicia Lagano        | Toni        |
| David Figlioli       | Dimitar     |
| Jon Polito           | The Colonel |

## Trivia
- Het zwaard in de steen is een duidelijke verwijzing naar Excalibur.
- De naam "Jason" zou kunnen verwijzen naar Jason en de Argonauten.

## Onthaal
De film werd over het algemeen slecht onthaald. Het verhaal is te voorspelbaar en het lijkt eerder op een komische film in plaats van een horrorfilm. Verder laten de special effects te wensen over en vallen acteurs uit hun rol. Zo gebeurt het regelmatig dat bepaalde personages de ene keer wel met een Oost-Europees accent spreken en even later niet. Op Rotten Tomatoes behaalt de film een score van 28%.